# Richmond Lattimore
Richmond Alexander Lattimore (* 6. Mai 1906 in Baoding; † 26. Februar 1984 in Rosemont) war ein US-amerikanischer Klassischer Philologe und Übersetzer.

## Leben
Er wurde als Sohn von David und Margaret Barnes Lattimore in Baoding geboren und absolvierte 1926 das Dartmouth College. Sein Bruder Owen Lattimore war ein Sinologe, der für seine Verbindung mit China während der McCarthy-Ära auf die schwarze Liste gesetzt wurde, aber anschließend rehabilitiert wurde, als keine der Anklagen, die gegen ihn erhoben wurden, sich als wahr erwiesen. Ihre Schwester Eleanor Frances Lattimore war Autorin und Illustratorin von Kinderbüchern.
Richmond war ein Rhodes-Stipendiat an der Christ Church in Oxford und erhielt 1932 seinen B.A. Anschließend promovierte er unter der Leitung von William Abbott Oldfather 1934 an der University of Illinois. Im folgenden Jahr trat er in die Abteilung für Griechisch am Bryn Mawr College ein und heiratete Alice Bockstahler, mit der er später zwei Söhne hatte, Steven und Alexander; Steven wurde auch ein Klassischer Philologe und Professor an der UCLA.
Von 1943 bis 1946 war Lattimore von seiner Professur abwesend, um bei der United States Navy zu dienen, kehrte jedoch nach dem Krieg zurück, um bis zu seiner Pensionierung 1971 am Bryn Mawr College zu bleiben und regelmäßig an anderen Universitäten zu arbeiten. Er veröffentlichte weiterhin Gedichte und Übersetzungen für den Rest seines Lebens, wobei zwei Gedichte posthum gedruckt erschienen.
Er übersetzte die Offenbarung des Johannes im Jahr 1962. Eine Ausgabe von McGraw-Hill Ryerson aus dem Jahr 1979 enthielt die vier Evangelien. Lattimore schloss die Übersetzung des Neuen Testaments ab, das 1996 posthum unter dem Titel Das Neue Testament veröffentlicht wurde.
Lattimore wurde 1962 in die American Academy of Arts and Sciences gewählt.
Ostern 1983 ließ er sich in der römisch-katholischen Kirche in Rosemont, Pennsylvania, taufen, was zum Teil auf seine Arbeit zur Übersetzung des Lukasevangeliums zurückzuführen war.

## Schriften (Auswahl)
- Themes in Greek and Latin epitaphs. Urbana 1942, OCLC 894401693.
- The Odes of Pindar. Chicago 1947, OCLC 250247763.
- The Four Gospels and the Revelation, Newly Translated from the Greek. New York 1979, ISBN 0-374-15801-0.
- Acts and letters of the Apostles. Newly translated from the Greek. New York 1982, ISBN 0-374-10082-9.